# Característica d'albedo
En astrogeologia, una característica d'albedo o formació d'albedo (en anglès, albedo feature; abr. AL) és una expressió utilitzada per la Unió Astronòmica Internacional per designar una gran àrea de la superfície d'un planeta (o un altre cos del sistema solar) que mostra un contrast de brillantor o foscor (albedo) amb zones adjacents.
Les característiques d'albedo no corresponen necessàriament a formacions geològiques. Per a aquells cossos amb una atmosfera com Venus i Tità, es poden observar característiques d'albedo no permanents, generades per fenòmens transitoris que es produeixen a l'atmosfera (com formacions de núvols).

## Descripció
Històricament, les característiques d'albedo eren (i encara són) les primeres característiques que es poden veure i nomenar a la Lluna, Mart i Mercuri. Els primers mapes clàssics (com els de Schiaparelli i Antoniadi) només mostraven les característiques d'albedo, i no va ser fins a l'arribada de sondes espacials que es va poder veure altres elements de la superfície, com els cràters.
Els mars lunars, per exemple, són característiques d'albedo conegudes des de l'antiguitat pels punts foscos que formen a la superfície de la Lluna. La primera característica albedo mai vista en un altre planeta va ser Syrtis Major Planum a Mart en el segle xvii. Cydonia Mensae, a Mart, és un altre exemple de característica d'albedo.
En els cossos que no són Mart i Mercuri, una característica d'albedo s'anomena de vegades regio.
En els cossos amb una atmosfera molt espessa com la de Venus o Tità, les característiques d'albedo permanents no es poden veure utilitzant telescopis òptics ordinaris perquè la superfície no és visible, i només es veuen núvols i altres fenòmens atmosfèrics transitoris. La sonda Cassini-Huygens va poder observar moltes característiques d'albedo sobre Tità des de la seva arribada a l'òrbita de Saturn el 2004.
Actualment, gràcies a les sondes espacials, hi ha disponibles imatges d'alta resolució de característiques superficials de Mart i Mercuri, i la nomenclatura clàssica basada en les característiques d'albedo ha caigut en desús, utilitzant actualment descriptors més adequats (mare, oceanus, planitia…). Tanmateix, encara s'utilitza per a l'observació terrestre de Mart per part d'astrònoms aficionats, i el seu valor com a referència encara es reconegut per la Unió Astronòmica Internacional, que encara la inclou entre la nomenclatura oficial dels cossos.
Tanmateix, per a alguns cossos del sistema solar (com ara Plutó abans de la missió New Horizons), les millors imatges disponibles només mostraven característiques d'albedo, no reconegudes per la Unió Astronòmica Internacional. Aquestes imatges solien ser preses pel Telescopi espacial Hubble o per telescopis terrestres amb òptica adaptativa.